# Mostek Scheringa

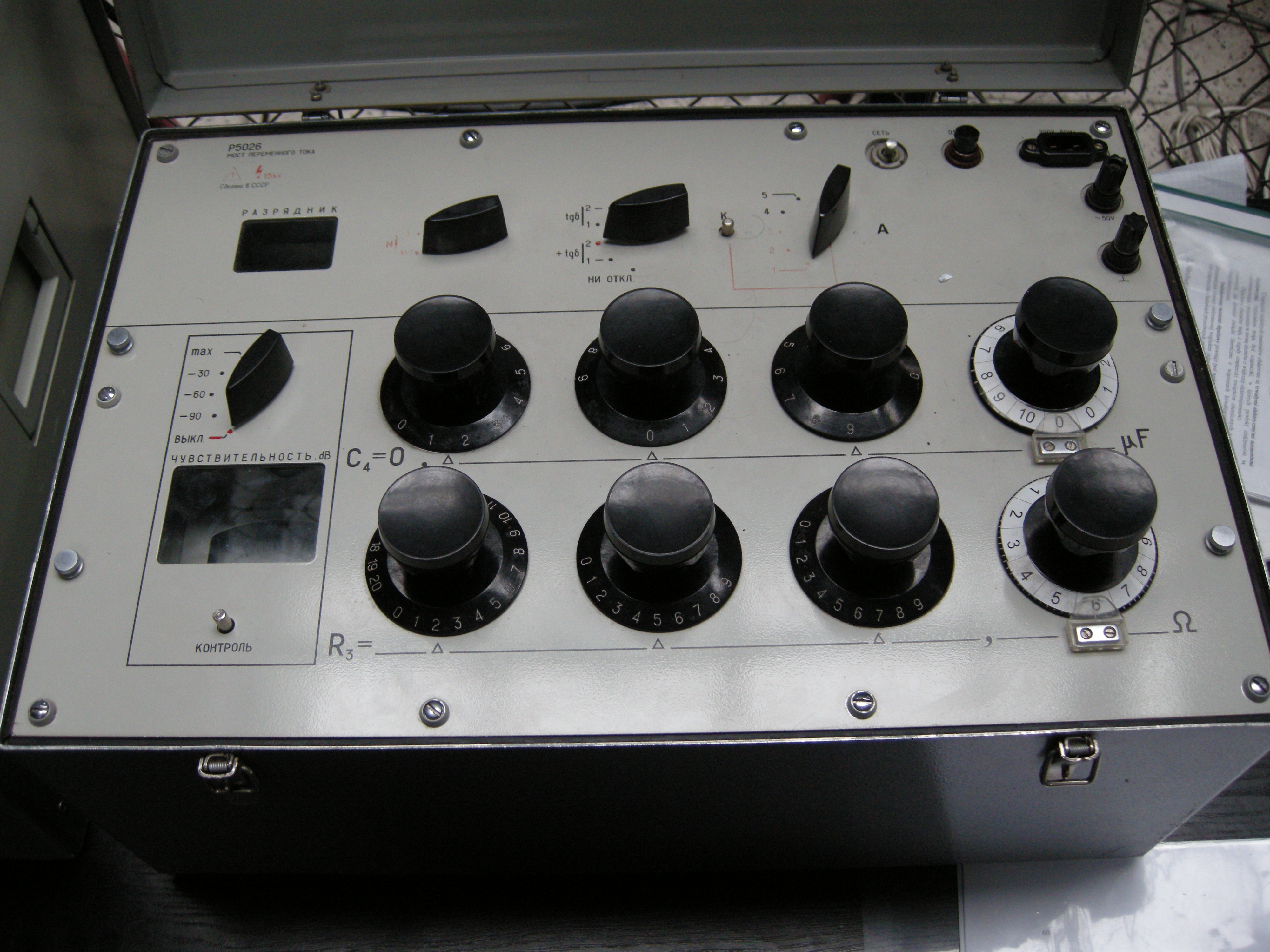
Mostek Scheringa

Schemat mostka Scheringa

Mostek Scheringa – wysokonapięciowy mostek prądu przemiennego składający się z czterech gałęzi podstawowych, w których podczas pomiarów występują równoważone spadki napięć, oraz gałęzi zerowej, niezbędnej do ustalenia położenia równowagi. Mostkiem Scheringa wyznacza się współczynnik strat oraz przenikalność elektryczną dielektryków.
Poszczególne gałęzie mostka można zapisać impedancjami zespolonymi:
{\displaystyle Z_{1}=Z_{X}=R_{X}+{\frac {1}{j\cdot \omega \cdot C_{X}}}}
{\displaystyle Z_{2}=Z_{n}={\frac {1}{j\cdot \omega \cdot C_{n}}}}
{\displaystyle Z_{3}=R_{2}}
{\displaystyle Z_{4}={\frac {R_{4}}{1+j\cdot \omega \cdot C_{4}\cdot R_{4}}}}
Stan równowagi w mostku wystąpi wtedy, kiedy zostaną spełnione warunki:
{\displaystyle R_{2}\cdot C_{X}=R_{4}\cdot C_{n}}
{\displaystyle R_{X}\cdot C_{n}=R_{2}\cdot C_{4}}
Mostek Scheringa pomaga sprawdzić własności materiałów izolacyjnych, oceny prawidłowości technologii układów izolacyjnych, kontroli procesów starzenia się urządzeń wysokich napięć.